# Attalea colenda
Attalea colenda är en enhjärtbladig växtart som först beskrevs av Orator Fuller Cook, och fick sitt nu gällande namn av Henrik Balslev och Andrew James Henderson. Attalea colenda ingår i släktet Attalea och familjen Arecaceae. Inga underarter finns listade i Catalogue of Life.